# Estadio Deportivo Cali
Das Estadio Deportivo Cali ist ein Fußballstadion in der kolumbianischen Stadt Palmira mit Platz für 42.000 Zuschauer und dient dem Verein Deportivo Cali als Heimstätte.

## Geschichte
| Estadio Deportivo Cali |

| Lokalisierung von Valle del Cauca in Kolumbien |

Das Estadio Deportivo Cali wurde im Jahre 2008 erbaut. Seitdem trägt der Verein Deportivo Cali hier seine Heimspiele aus, der zuvor im Estadio Olímpico Pascual Guerrero zu Hause war und dort im gleichen Stadion spielte wie der Lokalrivale América de Cali. Als erster Verein in Kolumbien baute Deportivo ein eigenes Stadion. Ursprünglich, ohne Sitzschalen auf den Haupttribünen, hatte es eine Kapazität von bis zu 53.347 Zuschauer; 2018 wurden nachträglich 12.000 Sitzplätze angebracht und die Kapazität verringerte sich auf 42.000 Zuschauern. Der Club wurde bis heute acht Mal kolumbianischer Fußballmeister und kam zweimal bis ins Finale der Copa Libertadores, dem kontinentalen Wettbewerb für Vereinsmannschaften in Südamerika, wo man jedoch beide Male scheiterte. Bei den Erfolgen von Deportivo Cali lag es also nahe, ein eigenes Stadion zu bauen, welches im Jahre 2008 mit dem Spiel der Nationalmannschaft Kolumbiens gegen die von Nigeria eröffnet wurde. Kolumbien gewann dabei mit 1:0.
Das Estadio Deportivo Cali ist nur eines von vielen geplanten Stadionprojekten für große Vereine, jedoch das einzige, welches auch wirklich gebaut wurde. Es waren auch noch eigene Stadien für Los Millonarios, Atlético Nacional und Independiente Medellín geplant, die jedoch nicht realisiert wurden, da der kolumbianische Fußball, der in seiner Blütezeit in den 1980er und 1990er Jahren sehr vom Drogenhandel profitiert hatte, in einer wirtschaftlichen und sportlichen Krise steckt und dadurch der Bau von eigenen Stadien und der damit verbundene Geldaufwand unmöglich wurden. In Cali aber wurde das Stadion tatsächlich gebaut. Neben Fußballwettbewerben finden hier auch Konzerte statt.

## Galerie

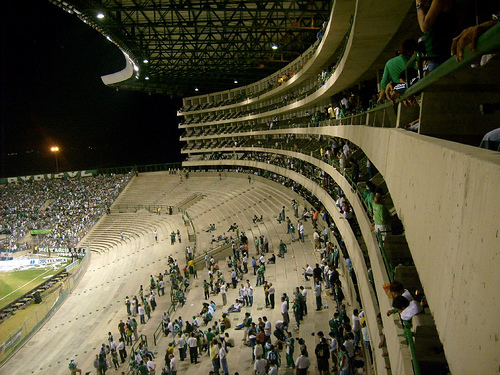
Tribüne des Estadio Deportivo Cali
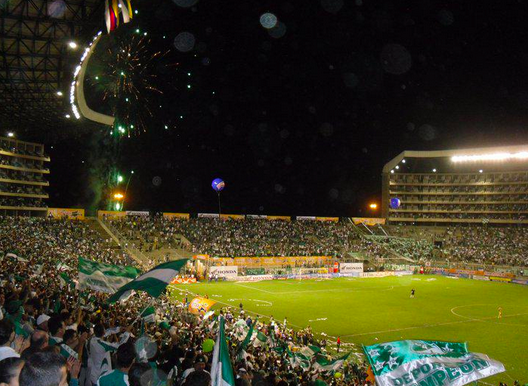
Spiel von Deportivo Cali
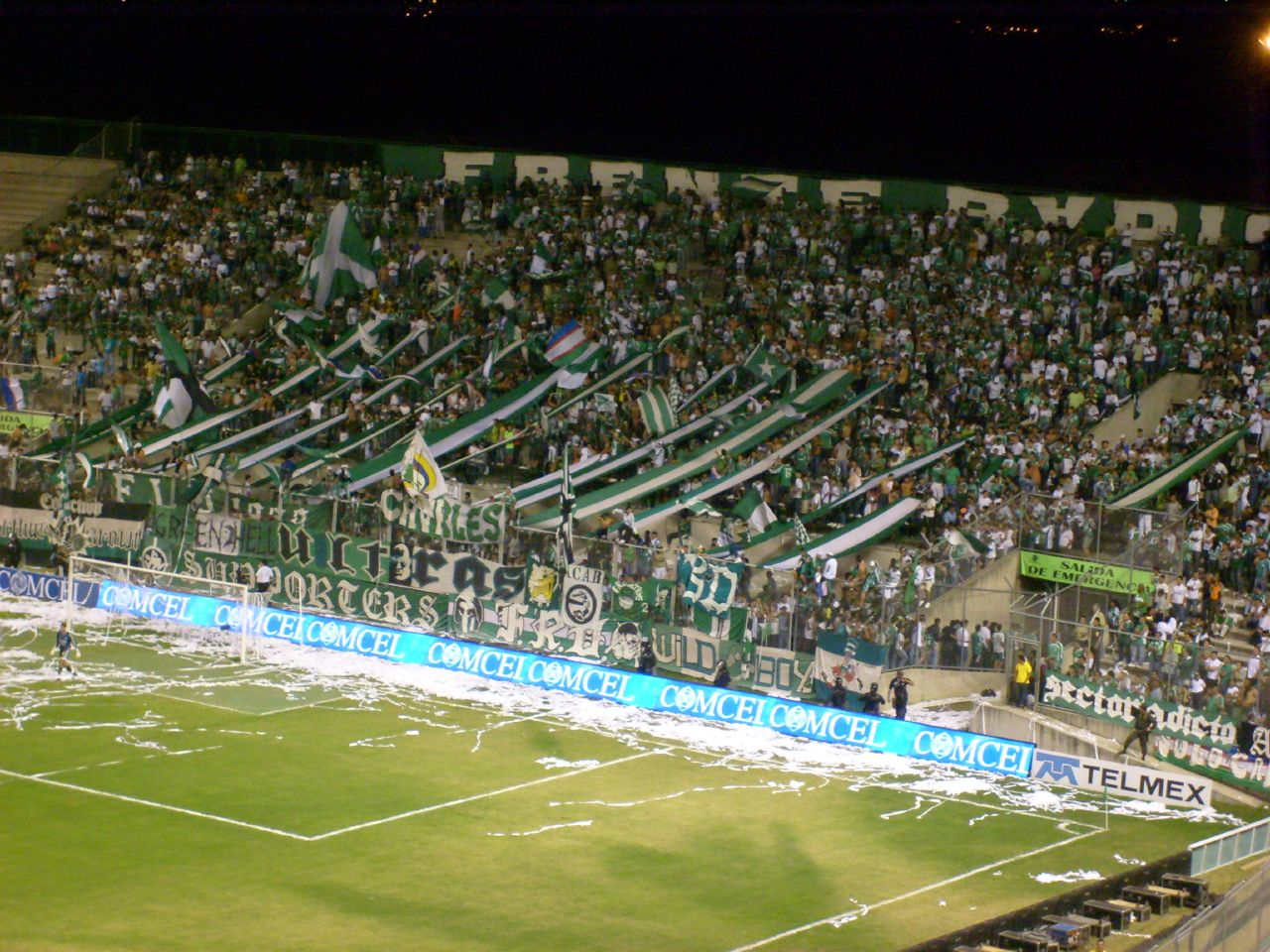
Fans von Deportivo Cali